# Княжное
Княжно́е (укр. Княжне) — село,
Сосоновский сельский совет,
Нововодолажский район,
Харьковская область.
Код КОАТУУ — 6324284704. Население по переписи 2001 года составляло 239 (90/149 м/ж) человек.

## Географическое положение
Село Княжное находится на берегу безымянной речушки, которая через 6 км впадает в реку Ольховатка (правый приток).
Ниже по течению примыкает село Бражники.

## История
- ? — дата основания.
- При СССР был создан и работал колхоз «Россия», центральная усадьба которого находилась в селе Сосоновка и седьмая бригада которого находилась в селе Княжное[1].

## Достопримечательности
- Братская могила советских воинов РККА. Похоронены 20 павших воинов.